# 원격 근무
원격 근무(telecommuting)이란 정보 기술(IT)를 활용해 원격지에서 장소에 구애받지 않고 언제 어디서나 업무를 수행하는 새로운 근무 방식을 뜻한다. 원격 근무자를 '홈 워커(home worker)'라고도 한다. 최근에는 IT환경이 발전함에 따라 확대된 개념인 U-워크라고도 부른다.

## 같이 보기
- IT